# MESFET
MESFET is de afkorting van metal-semiconductor field-effect transistor. Het verschil met een normale FET is dat er in plaats van een standaard pn-overgang voor de gate, een schottky (metaal-halfgeleiders) wordt gebruikt.

## Ontwikkeling
MESFET's zijn gewoonlijk gemaakt in semigeleidende technologieën die een gebrek hebben aan kwalitatieve oppervlaktepassivering zoals GaAs, InP of SiC. Ook zijn ze sneller dan de op silicium gebaseerde JFET's of MOSFET's, maar ze zijn wel duurder.

## Werking

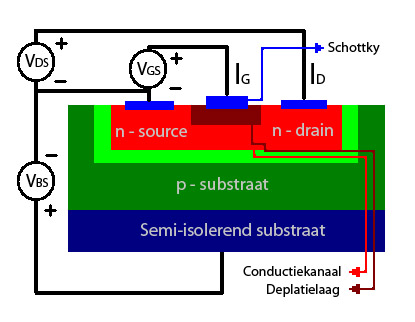
MESFET

Een MESFET is een veldeffecttransistor (FET) waarbij het kanaal rechtstreeks onder een metalen gate (schottky) wordt gevormd. Deze gate staat in contact met de halfgeleider. Dit in tegenstelling tot de situatie bij een MOSFET, waarbij de gate door middel van een zeer dunne laag oxide van de halfgeleider is geïsoleerd.
Bij een MESFET wordt de drain aangesloten op een positieve spanning, terwijl de bron (source) aan de massa verbonden is. De MESFET wordt gestuurd door een regelbare spanning die op de gate wordt aangelegd. Hierdoor wijzigt de diepte van de verarmingslaag (depletielaag) onder de gate, waardoor een regelbare stroomonderbreking in het kanaal wordt gevormd.
MESFET's maken meer en meer gebruik van galliumarsenide (GaAs), dat als voordeel heeft dat de elektronen snel door het materiaal kunnen migreren. Dit snelheidsvoordeel wordt maximaal uitgebuit door de gate zo klein mogelijk te maken. Afmetingen van 1 µm tot 0,25 µm zijn tegenwoordig realiseerbaar, waardoor een MESFET uitstekende HF-eigenschappen en snelle schakeltijden krijgt. Vandaar dat dit onderdeel steeds vaker wordt aangetroffen als schakelbasis in snelle digitale IC's.

## Gebruik
Productie-MESFET'S werken tot ongeveer 30 GHz en worden meestal gebruikt voor GHz-telecommunicatie en radar. Voor het digitaal circuit 'designperspectief' is het ongelooflijk ingewikkeld om MESFET's te gebruiken als basis voor digitale geïntegreerde circuits. Dit komt doordat bij een hoge integratieschaal de fabricage veel moeilijker is vergeleken met bijvoorbeeld het CMOS-proces.
MESFET's worden vooral gebruikt bij: 
- militaire radartoestellen
- commerciële opto-elektronica
- satellietcommunicatie